# Patxi López
Francisco Javier López Álvarez (Baracaldo, 4 de outubro de 1959), conhecido como Patxi López, foi lehendakari do governo basco. Também ocupa o cargo de Secretário-Geral do Partido Socialista de Euskadi - Euskadiko Ezkerra (PSE-EE).

## Biografia
Nascido numa família trabalhadora, oriunda de Las Encartaciones, desde menino convivia com as ideias socialistas: seu pai era o histórico dirigente do socialismo basco Eduardo López Albizu, o "Lalo".
Começou a estudar Engenharia Industrial na Universidade do País Basco, mas não concluiu o curso, abandonando-o com 28 anos ao ser eleito deputado em 1987. Ingressou nas Juventudes Socialistas de Euskadi em 1975, sendo eleito Secretário-geral em 1985, cargo que ocupou até 1988. Além disso ingressou no Partido Socialista de Euskadi em 1977, que vem para se juntar a sua comissão executiva, em 1988. Foi eleito membro do congresso por Vizcaya em 1987, substituindo José Antonio Sarazíbar, tornando-se o segundo mais jovem membro do Congresso, atrás de José Luis Rodríguez Zapatero. Ocupou o lugar até o final da legislatura, em 1989.
Assumiu a secretaria de Organização do PSE-EE en 1991, cargo de que pediu demissão em 1995 para assumir a secretaria institucional dos socialistas vizcaínos até 1997. Em outubro desse mesmo ano foi eleito secretário-geral do PSE-EE de Vizcaya, sendo reeleito em dezembro de 2000. Eleito secretário-geral do PSE-EE em 23 de março de 2002, é membro do Comitê Federal do PSOE e membro do Parlamento Basco desde 1991, onde foi presidente do Grupo Parlamentar "Socialistas Bascos - Euskal Sozialistak" até 2009.
Em outubro de 2007, junto com o presidente do governo basco, Juan José Ibarretxe, e do dirigente socialista Rodolfo Ares Taboada, enfrentou uma audiência aberta pelo Supremo Tribunal de Justiça do País Basco, contra o parecer do Ministério Público, acusado de um crime de desobediência em virtude do estabelecido no artigo 556 do Código Penal, que se reuniu em 6 de julho de 2006, durante a trégua da ETA, com a organização ilegal Batasuna. A causa foi finalmente arquivada em 11 de janeiro de 2009.
Nas eleições ao Parlamento Basco realizadas em 1 de março de 2009, nas quais o partido mais votado, sem maioria absoluta, foi o Partido Nacionalista Basco (EAJ-PNB) (30 cadeiras), o PSE-EE obteve 25 cadeiras. Em 26 de março de 2009, o PSE-EE firmou um acordo com o Partido Popular, a terceira força das eleições, que havia obtido 13 cadeiras. As duas partes somaram um total de 38 dos 75 lugares na câmara. O acordo incluía a cessão da presidência da casa ao PP. Em 5 de maio de 2009, Patxi López foi colocado como lehendakari, com o voto do PSE-EE, PP e UPyD.